# Wereldkampioenschappen beachvolleybal 2013
De wereldkampioenschappen beachvolleybal 2013 werden van 1 tot en met 7 juli 2013 gehouden in Stare Jabłonki, Polen.

## Opzet
De 48 deelnemende teams bij zowel de mannen als de vrouwen waren verdeeld over twaalf groepen van vier, waarin een halve competitie werd gespeeld. Aan het einde van de groepsfase gingen de nummers één en twee van elke groep door naar de laatste 32, aangevuld met de acht beste nummers drie. Vanaf de laatste 32 werd er gespeeld volgens het knock-outsysteem. 

## Medailles

### Medaillewinnaars
| Onderdeel | Goud | Goud                              | Zilver | Zilver                             | Brons | Brons                            |
| --------- | ---- | --------------------------------- | ------ | ---------------------------------- | ----- | -------------------------------- |
| Mannen    | NED  | Alexander Brouwer Robert Meeuwsen | BRA    | Ricardo Santos Álvaro Morais Filho | GER   | Jonathan Erdmann Kay Matysik     |
| Vrouwen   | CHN  | Xue Chen Zhang Xi                 | GER    | Karla Borger Britta Büthe          | BRA   | Liliane Maestrini Bárbara Seixas |

### Medaillespiegel
| Plaats | Land      | Goud | Zilver | Brons | Totaal |
| 1      | China     | 1    | 0      | 0     | 1      |
| 1      | Nederland | 1    | 0      | 0     | 1      |
| 3      | Brazilië  | 0    | 1      | 1     | 2      |
| 3      | Duitsland | 0    | 1      | 1     | 2      |
| Totaal | Totaal    | 2    | 2      | 2     | 6      |